# Empidideicus completus
Empidideicus completus is een vliegensoort uit de familie van de Mythicomyiidae. De wetenschappelijke naam van de soort is voor het eerst geldig gepubliceerd in 1926 door Bezzi.